# Løbesod
Løbesod er en tjæremasse, der aflejres i skorstene i forbindelse med afbrænding af brændsel ved for lav temperatur. Løbesod kan opstå, hvis afbrændingsgasserne kondenserer i skorstenen, hvorved tjærepartikler bliver siddende i skorstenen som sod i stedet for at blive ført op gennem skorstenen. Løbesod kan give skader indvendigt i skorstenen, men kan også trænge igennem skorstenen, hvilket giver skader på bygningen. Aflejringer af løbesod i skorstenen medfører endvidere risiko for skorstensbrand. Løbesod har en ubehagelig lugt. 